# Lista recordurilor mondiale la atletism masculin până în anul 1970

## 100 m
| Timpul | Data               | Atletul                  | Țara | Locul                      | Note |
| ------ | ------------------ | ------------------------ | ---- | -------------------------- | ---- |
| 10,6   | 6 iulie 1912       | Donald Lippincott        | SUA  | Stockholm                  |      |
|        | 16 septembrie 1920 | Jackson Scholz           | SUA  | Stockholm                  |      |
| 10,4   | 23 aprilie 1921    | Charles Paddock          | SUA  | Redlands, SUA              |      |
|        | 8 august 1929      | Eddie Tolan              | SUA  | Stockholm                  |      |
|        | 25 august 1929     | Eddie Tolan              | SUA  | Copenhaga                  |      |
| 10,3   | 9 august 1930      | Percy Williams           | CAN  | Toronto                    |      |
|        | 1 august 1932      | Eddie Tolan              | SUA  | Los Angeles                |      |
|        | 12 august 1933     | Ralph Metcalfe           | SUA  | Budapesta                  |      |
|        | 6 august 1934      | Eulace Peacock           | SUA  | Oslo                       |      |
|        | 26 august 1934     | Christiaan Berger        | NED  | Amsterdam                  |      |
|        | 15 septembrie 1934 | Ralph Metcalfe           | SUA  | Osaka                      |      |
|        | 23 septembrie 1934 | Ralph Metcalfe           | SUA  | Dairen                     |      |
|        | 15 iunie 1935      | Takayoshi Yoshioka       | JPN  | Tokio                      |      |
| 10,2   | 20 iunie 1936      | Jesse Owens              | SUA  | Chicago                    |      |
|        | 6 iunie 1941       | Harold Davis             | SUA  | Compton                    |      |
|        | 15 mai 1948        | Lloyd LaBeach            | PAN  | Fresno                     |      |
|        | 9 iulie 1948       | Norwood Ewell            | SUA  | Evanston                   |      |
|        | 25 august 1951     | Emmanuel McDonald Bailey | GBR  | Belgrad                    |      |
|        | 31 octombrie 1954  | Heinz Fütterer           | GER  | Yokohama                   |      |
|        | 19 mai 1956        | Bobby Morrow             | SUA  | Houston                    |      |
|        | 1 iunie 1956       | Ira Murchison            | SUA  | Compton                    |      |
|        | 22 iunie 1956      | Bobby Morrow             | SUA  | Bakersfield                |      |
|        | 29 iunie 1956      | Ira Murchison            | SUA  | Los Angeles                |      |
|        | 29 iunie 1956      | Bobby Morrow             | SUA  | Los Angeles                |      |
| 10,1   | 3 august 1956      | Willie Williams          | SUA  | Berlin                     |      |
|        | 4 august 1956      | Ira Murchison            | SUA  | Berlin                     |      |
|        | 20 octombrie 1956  | Leamon King              | SUA  | Ontario                    |      |
|        | 27 octombrie 1956  | Leamon King              | SUA  | Santa Ana                  |      |
|        | 18 aprilie 1959    | Ray Norton               | SUA  | San José                   |      |
| 10,0   | 21 iunie 1960      | Armin Hary               | GER  | Zürich, Letzigrund-Stadion |      |
|        | 15 iulie 1960      | Harry Jerome             | CAN  | Saskatoon                  |      |
|        | 15 august 1964     | Horacio Esteves          | VEN  | Caracas                    |      |
|        | 15 octombrie 1964  | Bob Hayes                | SUA  | Tokio                      |      |
|        | 27 mai 1967        | Jim Hines                | SUA  | Modesto                    |      |
|        | 17 iunie 1967      | Enrique Figuerola        | CUB  | Budapesta                  |      |
|        | 2 aprilie 1968     | Paul Nash                | RSA  | Krugersdorp                |      |
|        | 31 mai 1968        | Oliver Ford              | SUA  | Albuquerque                |      |
|        | 20 iunie 1968      | Charles Greene           | SUA  | Sacramento                 |      |
|        | 20 iunie 1968      | Roger Bambuck            | FRA  | Sacramento                 |      |
| 9,9    | 20 iunie 1968      | Jim Hines                | SUA  | Sacramento                 |      |
|        | 20 iunie 1968      | Ronnie Ray Smith         | SUA  | Sacramento                 |      |
|        | 20 iunie 1968      | Charles Greene           | SUA  | Sacramento                 |      |
| 9,95   | 14 octombrie 1968  | Jim Hines                | SUA  | Mexico City                |      |

## 200 m
| Timpul | Data               | Atletul            | Țara | Locul                        | Note                    |
| ------ | ------------------ | ------------------ | ---- | ---------------------------- | ----------------------- |
| 21,2   | 4 iulie 1914       | William Applegarth | GBR  | London                       | neoficial               |
| 21,0   | 26 august 1928     | Helmut Körnig      | GER  | Bochum                       | neoficial               |
| 20,7   | 5 august 1936      | Jesse Owens        | SUA  | Berlin                       | neoficial               |
| 20,6   | 26 mai 1951        | Andy Stanfield     | SUA  | Philadelphia                 |                         |
|        | 28 iunie 1952      | Andy Stanfield     | SUA  | Los Angeles                  |                         |
|        | 23 iunie 1956      | Thane Baker        | SUA  | Bakersfield                  |                         |
|        | 27 noiembrie 1956  | Bobby Morrow       | SUA  | Melbourne                    |                         |
|        | 1 octombrie 1958   | Manfred Germar     | GER  | Wuppertal                    |                         |
|        | 19 martie 1960     | Ray Norton         | SUA  | Berkeley                     |                         |
|        | 30 aprilie 1960    | Ray Norton         | SUA  | Philadelphia                 |                         |
| 20,5   | 2 iulie 1960       | Peter Radford      | GBR  | Wolverhampton                |                         |
|        | 2 iulie 1960       | Stonewall Johnson  | SUA  | Palo Alto                    |                         |
|        | 2 iulie 1960       | Ray Norton         | SUA  | Palo Alto                    |                         |
|        | 3 septembrie 1960  | Livio Berruti      | ITA  | Roma                         | Semifinale la Olimpiadă |
|        | 3 septembrie 1960  | Livio Berruti      | ITA  | Rom                          | Olympisches Finale      |
|        | 23 iunie 1962      | Paul Drayton       | SUA  | Walnut                       |                         |
| 20,3   | 23 mai 1963        | Henry Carr         | SUA  | Tempe                        |                         |
| 20,2   | 4 aprilie 1964     | Henry Carr         | SUA  | Tempe                        |                         |
| 20,0   | 11 iunie 1966      | Tommie Smith       | SUA  | Sacramento                   |                         |
| 19,92  | 12 septembrie 1968 | John Carlos        | SUA  | South Lake Tahoe, California | oficial nerecunoscut    |
| 19,83  | 16 octombrie 1968  | Tommie Smith       | SUA  | Mexico City                  |                         |

## 400 m
| Timpul | Data               | Atletul          | Țara | Locul                        | Note      |
| ------ | ------------------ | ---------------- | ---- | ---------------------------- | --------- |
| 47,8   | 29 septembrie 1900 | Maxey Long       | SUA  | New York City                | neoficial |
| 48,2   | 13 iulie 1912      | Charles Reidpath | SUA  | Stockholm                    |           |
| 47,4   | 27 mai 1916        | Ted Meredith     | SUA  | Cambridge                    | neoficial |
| 47,6   | 11 iulie 1924      | Eric Liddell     | GBR  | Colombes                     |           |
| 47,0   | 12 mai 1928        | Emerson Spencer  | SUA  | Palo Alto                    |           |
| 46,4   | 26 martie 1932     | Ben Eastman      | SUA  | Palo Alto                    | neoficial |
| 46,2   | 5 august 1932      | William Carr     | SUA  | Los Angeles                  |           |
| 46,1   | 19 iunie 1936      | Archie Williams  | SUA  | Chicago                      |           |
| 46,0   | 12 august 1939     | Rudolf Harbig    | GER  | Frankfurt am Main            |           |
|        | 29 iunie 1941      | Grover Klemmer   | SUA  | Philadelphia                 |           |
| 45,9   | 2 iulie 1948       | Herb McKenley    | JAM  | Milwaukee                    |           |
| 45,8   | 22 august 1950     | George Rhoden    | JAM  | Eskilstuna                   |           |
| 45,4   | 18 martie 1955     | Louis Jones      | SUA  | Mexico City                  |           |
| 45,2   | 30 iunie 1956      | Louis Jones      | SUA  | Los Angeles                  |           |
| 44,9   | 6 septembrie 1960  | Otis Davis       | SUA  | Roma                         |           |
|        | 6 septembrie 1960  | Carl Kaufmann    | GER  | Roma                         |           |
|        | 22 mai 1963        | Adolph Plummer   | SUA  | Tempe                        | neoficial |
|        | 12 septembrie 1964 | Michael Larrabee | SUA  | Los Angeles                  |           |
| 44,5   | 20 mai 1967        | Tommie Smith     | SUA  | San Jose                     |           |
| 44,1   | 14 septembrie 1968 | Larry James      | SUA  | South Lake Tahoe, California |           |
| 43,86  | 18 octombrie 1968  | Lee Evans        | SUA  | Mexico City                  |           |

## 800 m
- 1912 8 iulie – Ted Meredith, SUA, aleargă pe 800 m timpul de 1:51,9 min
- 1926 3 iulie – Otto Peltzer, Germania, aleargă pe 800 m timpul de 1:51,6 min
- 1928 14 iulie – Séra Martin, Franța, aleargă pe 800 m timpul de 1:50,6 min
- 1932 2 august – Thomas Hampson, Marea Britanie, aleargă pe 800 m timpul de 1:49,8 min
- 1934 16 iunie – Ben Eastman, SUA, aleargă pe 800 m timpul de 1:49,8 min
- 1936 20 august – Glenn Cunningham, SUA, aleargă pe 800 m timpul de 1:49,7 min
- 1937 11 iulie – Elroy Robinson, SUA, aleargă pe 800 m timpul de 1:49,6 min
- 1938 20 august – Sydney Wooderson, Marea Britanie, aleargă pe 800 m timpul de 1:48,4 min
- 1939 15 iulie – Rudolf Harbig, Germania, aleargă pe 800 m timpul de 1:46,6 min
- 1955 3 august – Roger Moens, Belgia, aleargă pe 800 m timpul de 1:45,7 min
- 1962 3 februarie – Peter Snell, Noua Zeelandă, aleargă pe 800 m timpul de 1:44,3 min
- 1968 15 octombrie – Ralph Doubell, Australia, aleargă pe 800 m timpul de 1:44,3 min

## 1000 m
- 1913 22 iunie – Georg Mickler, Germania, aleargă pe 1000 m timpul de 2:32,3 min.
- 1918 22 septembrie – Anatole Bolin, Suedia, aleargă pe 1000 m timpul de 2:29,1 min.
- 1922 27 septembrie – Sven Lundgren, Suedia, aleargă pe 1000 m timpul de 2:28,6 min.
- 1926 30 septembrie – Séra Martin, Franța, aleargă pe 1000 m timpul de 2:26,8 min.
- 1927 18 septembrie – Otto Peltzer, Germania, aleargă pe 1000 m timpul de 2:25,8 min.
- 1930 19 octombrie – Jules Ladoumègue, Franța, aleargă pe 1000 m timpul de 2:23,6 min.
- 1941 24 mai – Rudolf Harbig, Germania, aleargă pe 1000 m timpul de 2:21,5 min.
- 1946 4 septembrie – Rune Gustafsson, Suedia, aleargă pe 1000 m timpul de 2:21,4 min.
- 1948 27 august – Marcel Hansenne, Franța, aleargă pe 1000 m timpul de 2:21,4 min.
- 1952 10 august – Olle Åberg, Suedia, aleargă pe 1000 m timpul de 2:21,3 min.
- 1952 27 octombrie – Stanislav Jungwirth, Cehia, aleargă pe 1000 m timpul de 2:21,2 min.
- 1953 16 august – Malvin Whitfield, SUA, aleargă pe 1000 m timpul de 2:20,8 min.
- 1953 17 septembrie – Audun Boysen, Norvegia, aleargă pe 1000 m timpul de 2:20,4 min.
- 1954 18 august – Audun Boysen, Norvegia, aleargă pe 1000 m timpul de 2:19,5 min.
- 1955 30 august – Audun Boysen, Norvegia, aleargă pe 1000 m timpul de 2:19,0 min.
- 1955 21 septembrie – István Rózsavölgyi, Ungaria, aleargă pe 1000 m timpul de 2:19,0 min.
- 1959 21 august – Dan Waern, Suedia, aleargă pe 1000 Mater timpul de 2:17,8 min.
- 1960 29 iulie – Siegfried Valentin, RDG, aleargă pe 1000 m timpul de 2:16,7 min.
- 1964 12 noiembrie – Peter Snell, Noua Zeelandă, aleargă pe 1000 m timpul de 2:16,6 min.
- 1965 20 iulie – Jürgen May, RDG, aleargă pe 1000 m timpul de 2:16,2 min.
- 1966 21 septembrie – Franz-Josef Kemper, Germania, aleargă pe 1000 m timpul de 2:16,2 min.

## 1500 m
- 1912 8 iunie – Abel Kiviat, SUA, aleargă pe 1500 m timpul de 03:55,8 min
- 1917 5 august – John Zander, Suedia, aleargă pe 1500 m timpul de 03:54,7 min
- 1924 19 iunie – Paavo Nurmi, Finlanda, aleargă pe 1500 m timpul de 03:52,6 min
- 1926 11 septembrie – Otto Peltzer, Germania, aleargă pe 1500 m timpul de 03:51,0 min
- 1930 5 octombrie – Jules Ladoumègue, Franța, aleargă pe 1500 m timpul de 03:49,2 min
- 1933 9 septembrie – Luigi Beccali, Italia, aleargă pe 1500 m timpul de 03:49,2 min
- 1933 17 septembrie – Luigi Beccali, Italia, aleargă pe 1500 m timpul de 03:49,0 min
- 1934 30 iunie – William Bonthron, SUA, aleargă pe 1500 m timpul de 03:48,8 min
- 1936 6 august – John Lovelock, Noua Zeelandă, aleargă pe 1500 m timpul de 03:47,8 min
- 1941 10 august – Gunder Hägg, Suedia, aleargă pe 1500 m timpul de 03:47,6 min
- 1942 17 iulie – Gunder Hägg, Suedia, aleargă pe 1500 m timpul de 03:45,8 min
- 1943 17 august – Arne Andersson, Suedia, aleargă pe 1500 m timpul de 03:45,0 min
- 1944 7 iulie – Gunder Hägg, Suedia, aleargă pe 1500 m timpul de 03:43,0 min
- 1947 15 iulie – Lennart Strand, Suedia, aleargă pe 1500 m timpul de 03:43,0 min
- 1952 29 iunie – Werner Lueg, Germania, aleargă pe 1500 m timpul de 03:43,0 min
- 1954 4 iunie – Wes Santee, SUA, aleargă pe 1500 m timpul de 03:42,8 min
- 1954 21 iunie – John Landy, Australia, aleargă pe 1500 m timpul de 03:41,8 min
- 1955 28 iulie – Sandor Iharos, Ungaria, aleargă pe 1500 m timpul de 03:40,8 min
- 1955 6 septembrie – Lászlo Tábórí, Ungaria, aleargă pe 1500 m timpul de 03:40,8 min
- 1955 6 septembrie – Gunnar Nielsen, Danemarca, aleargă pe 1500 m timpul de 03:40,8 min
- 1956 3 august – István Rózsavölgyi, Ungaria, aleargă pe 1500 m timpul de 03:40,6 min
- 1957 11 iulie – Olavi Salsola, Finlanda, aleargă pe 1500 m timpul de 03:40,2 min
- 1957 11 iulie – Olavi Salonen, Finlanda, aleargă pe 1500 m timpul de 03:40,2 min
- 1957 12 iulie – Stanislav Jungwirth, Cehia, aleargă pe 1500 m timpul de 03:38,1 min
- 1958 28 august – Herb Elliott, Australia, aleargă pe 1500 m timpul de 03:36,0 min
- 1960 6 septembrie – Herb Elliott, Australia, aleargă pe 1500 m timpul de 03:35,6 min
- 1967 8 iulie – Jim Ryun, SUA, aleargă pe 1500 m timpul de 03:33,1 min

## 3000 m
- 1912 12 aprilie – Hannes Kolehmainen, Finlanda, aleargă pe 3000 m timpul de 08:36,8 min.
- 1918 7 august – John Zander, Suedia, aleargă pe 3000 m timpul de 08:33,2 min.
- 1922 27 august – Paavo Nurmi, Finlanda, aleargă pe 3000 m timpul de 08:28,6 min.
- 1925 7 iunie – Edvin Wide, Suedia, aleargă pe 3000 m timpul de 08:27,6 min.
- 1926 24 mai – Paavo Nurmi, Finlanda, aleargă pe 3000 m timpul de 08:25,4 min.
- 1926 13 iulie – Paavo Nurmi, Finlanda, aleargă pe 3000 m timpul de 08:20,4 min.
- 1932 19 iunie – Janusz Kusocinski, Polonia, aleargă pe 3000 m timpul de 08:18,8 min.
- 1936 4 iulie – Henry Nielsen, Suedia, aleargă pe 3000 m timpul de 08:18,4 min.
- 1936 16 septembrie – Gunnar Höckert, Finlanda, aleargă pe 3000 m timpul de 08:14,8 min.
- 1940 14 august – Henry Kälarne, Suedia, aleargă pe 3000 m timpul de 08:09,0 min.
- 1942 28 august – Gunder Hägg, Suedia, aleargă pe 3000 m timpul de 08:01,2 min.
- 1949 12 august – Gaston Reiff, Belgia, aleargă pe 3000 m timpul de 07:58,8 min.
- 1955 14 mai – Sándor Iharos, Ungaria, aleargă pe 3000 m timpul de 07:55,4 min.
- 1956 22 iunie – Gordon Pirie, Marea Britanie, aleargă pe 3000 m timpul de 07:55,6 min.
- 1956 4 septembrie – Gordon Pirie, Marea Britanie, aleargă pe 3000 m timpul de 07:52,8 min.
- 1962 27 iunie – Michel Jazy, Franța, aleargă pe 3000 m timpul de 07:49,2 min.
- 1965 23 iunie – Michel Jazy, Franța, aleargă pe 3000 m timpul de 07:49,0 min.
- 1965 5 august – Siegfried Herrmann, RDG, aleargă pe 3000 m timpul de 07:46,0 min.
- 1965 27 august – Kipchoge Keino, Kenya, aleargă pe 3000 m timpul de 07:39,6 min.

## 5000 m
- 1912 10 iulie – Hannes Kolehmainen, Finlanda, aleargă pe 5000 m timpul de 14:36,6 min
- 1922 12 septembrie – Paavo Nurmi, Finlanda, aleargă pe 5000 m timpul de 14:35,4 min
- 1924 19 iunie – Paavo Nurmi, Finlanda, aleargă pe 5000 m timpul de 14:28,2 min
- 1932 19 iunie – Lauri Lehtinen, Finlanda, aleargă pe 5000 m timpul de 14:17,0 min
- 1939 16 iunie – Taisto Mäki, Finlanda, aleargă pe 5000 m timpul de 14:08,8 min
- 1942 20 septembrie – Gunder Hägg, Suedia, aleargă pe 5000 m timpul de 13:58,2 min
- 1954 30 mai – Emil Zátopek, Cehia, aleargă pe 5000 m timpul de 13:57,2 min
- 1954 29 august – Vladimir Kuts, URSS, aleargă pe 5000 m timpul de 13:56,6 min
- 1954 13 octombrie – Chris Chataway, Marea Britanie, aleargă pe 5000 m timpul de 13:51,6 min
- 1954 23 octombrie – Vladimir Kuts, URSS, aleargă pe 5000 m timpul de 13:51,2 min
- 1955 10 septembrie – Sándor Iharos, Ungaria, aleargă pe 5000 m timpul de 13:50,8 min
- 1955 18 septembrie – Vladimir Kuts, URSS, aleargă pe 5000 m timpul de 13:46,8 min (neoficial)
- 1955 23 octombrie – Sándor Iharos, Ungaria, aleargă pe 5000 m timpul de 13:40,6 min
- 1956 19 iunie – Gordon Pirie, Marea Britanie, aleargă pe 5000 m timpul de 13:36,8 min
- 1957 13 octombrie – Vladimir Kuts, URSS, aleargă pe 5000 m timpul de 13:35,0 min
- 1965 16 ianuarie – Ron Clarke, Australia, aleargă pe 5000 m timpul de 13:34,8 min
- 1965 1 februarie – Ron Clarke, Australia, aleargă pe 5000 m timpul de 13:33,6 min
- 1965 4 iunie – Ron Clarke, Australia, aleargă pe 5000 m timpul de 13:25,8 min
- 1965 30 noiembrie – Kipchoge Keino, Kenya, aleargă pe 5000 m timpul de 13:24,2 min
- 1966 5 iulie – Ron Clarke, Australia, aleargă pe 5000 m timpul de 13:16,6 min

## 10.000 m
- 1904 5 noiembrie – Alfred Shrubb, Marea Britanie, aleargă pe 10.000 m timpul de 31:02,4 min
- 1911 16 noiembrie – Jean Bouin, Franța, aleargă pe 10.000 m timpul de 30:58,8 min
- 1921 2 iunie – Paavo Nurmi, Finlanda, aleargă pe 10.000 m timpul de 30:40,2 min
- 1924 25 mai – Ville Ritola, Finlanda, aleargă pe 10.000 m timpul de 30:35,4 min
- 1924 6 iulie – Ville Ritola, Finlanda, aleargă pe 10.000 m timpul de 30:23,2 min
- 1924 31 august – Paavo Nurmi, Finlanda, aleargă pe 10.000 m timpul de 30:06,2 min
- 1937 18 iulie – Ilmari Salminen, Finlanda, aleargă pe 10.000 m timpul de 30:05,6 min
- 1938 29 septembrie – Taisto Mäki, Finlanda, aleargă pe 10.000 m timpul de 30:02,0 min
- 1939 17 septembrie – Taisto Mäki, Finlanda, aleargă pe 10.000 m timpul de 29:52,6 min
- 1944 25 august – Viljo Heino, Finlanda, aleargă pe 10.000 m timpul de 29:35,4 min
- 1949 11 iunie – Emil Zátopek, Cehia, aleargă pe 10.000 m timpul de 29:28,2 min
- 1949 1 septembrie – Viljo Heino, Finlanda, aleargă pe 10.000 m timpul de 29:27,2 min
- 1949 22 octombrie – Emil Zátopek, Cehia, aleargă pe 10.000 m timpul de 29:21,2 min
- 1950 4 august – Emil Zátopek, Cehia, aleargă pe 10.000 m timpul de 29:02,6 min
- 1953 1 noiembrie – Emil Zátopek, Cehia, aleargă pe 10.000 m timpul de 29:01,6 min
- 1954 1 iunie – Emil Zátopek, Cehia, aleargă pe 10.000 m timpul de 28:54,2 min
- 1956 15 iulie – Sándor Iharos, Ungaria, aleargă pe 10.000 m timpul de 28:42,8 min
- 1956 11 septembrie – Vladimir Kuts, URSS, aleargă pe 10.000 m timpul de 28:30,4 min
- 1960 5 octombrie – Piotr Bolotnikov, URSS, aleargă pe 10.000 m timpul de 28:18,8 min
- 1962 11 august – Piotr Bolotnikov, URSS, aleargă pe 10.000 m timpul de 28:18,2 min
- 1963 18 decembrie – Ron Clarke, Australia, aleargă pe 10.000 m timpul de 28:15,6 min
- 1965 14 iulie – Ron Clarke, Australia, aleargă pe 10.000 m timpul de 27:39,4 min

## 110 m garduri
- 1908 25 iulie – Forrest Smithson, SUA, aleargă 110 m garduri în timpul de 15,0 s
- 1920 18 august – Earl Thomson, Canada, aleargă 110 m garduri în timpul de 14,8 s
- 1927 18 septembrie – Sten Pettersson, Suedia, aleargă 110 m garduri în timpul de 14,8 s
- 1928 31 iulie – George Weightman-Smith, Africa de Sud, aleargă 110 m garduri în timpul de 14,6 s
- 1929 25 august – Eric Wennström, Suedia, aleargă 110 m garduri în timpul de 14,4 s
- 1931 29 august – Bengt Sjöstedt, Finlanda, aleargă 110 m garduri în timpul de 14,4 s
- 1932 23 iunie – Percy Beard, SUA,  aleargă 110 m garduri în timpul de 14,4 s
- 1932 16 iulie – John Keller, SUA, aleargă 110 m garduri în timpul de 14,4 s
- 1932 2 august – George Saling, SUA, aleargă 110 m garduri în timpul de 14,4 s
- 1933 12 august – John Morriss, SUA, aleargă 110 m garduri în timpul de 14,4 s
- 1933 8 septembrie – John Morriss, SUA, aleargă 110 m garduri în timpul de 14,4 s
- 1934 26 iulie – Percy Beard, SUA, aleargă 110 m garduri în timpul de 14,3 s
- 1934 6 august – Percy Beard, SUA, aleargă 110 m garduri în timpul de 14,2 s
- 1935 2 august – Alvin Moreau, SUA, aleargă 110 m garduri în timpul de 14,2 s
- 1936 19 iunie – Forrest Towns, SUA, aleargă 110 m garduri în timpul de 14,1 s
- 1936 6 august – Forrest Towns, SUA, aleargă 110 m garduri în timpul de 14,1 s
- 1936 27 august – Forrest Towns, SUA, aleargă 110 m garduri în timpul de 13,7 s
- 1941 29 iunie – Fred Walcott, SUA, aleargă 110 m garduri în timpul de 13,7 s
- 1950 24 iunie – Richard Attlesey, SUA, aleargă 110 m garduri în timpul de 13,6 s
- 1950 10 iulie – Richard Attlesey, SUA, aleargă 110 m garduri în timpul de 13,5 s
- 1956 22 iunie – Jack Davis, SUA, aleargă 110 m garduri în timpul de 13,4 s
- 1959 7 iulie – Martin Lauer, Germania, aleargă 110 m garduri în timpul de 13,2 s
- 1960 21 august – Lee Calhoun, SUA, aleargă 110 m garduri în timpul de 13,2 s
- 1967 16 iulie – Earl McCullouch, SUA, aleargă 110 m garduri în timpul de 13,2 s
- 1969 4 iulie – Willie Davenport, SUA, aleargă 110 m garduri în timpul de 13,2 s

## 400 m garduri
- 1908 22 iulie – Charles Bacon, SUA, aleargă 400 m garduri în timpul de 55,0 s
- 1920 26 iunie – John Norton, SUA, aleargă 400 m garduri în timpul de 54,2 s
- 1920 16 august – Frank Loomin, SUA, aleargă 400 m garduri în timpul de 54,0 s
- 1925 4 octombrie – Sten Pettersson, Suedia, aleargă 400 m garduri în timpul de 53,8 s
- 1927 2 august – John Gibson, SUA, aleargă 400 m garduri în timpul de 52,6 s
- 1928 4 iulie – Morgan Taylor, SUA, aleargă 400 m garduri în timpul de 52,0 s
- 1932 1 august – Glenn Hardin, SUA, aleargă 400 m garduri în timpul de 52,0 s
- 1934 30 iunie – Glenn Hardin, SUA, aleargă 400 m garduri în timpul de 51,8 s
- 1934 26 iulie – Glenn Hardin, SUA, aleargă 400 m garduri în timpul de 50,6 s
- 1953 20 august – Juri Litujew, URSS, aleargă 400 m garduri în timpul de 50,4 s
- 1956 29 iunie – Glenn Davis, SUA, aleargă 400 m garduri în timpul de 49,5 s
- 1958 6 august – Glenn Davis, SUA, aleargă 400 m garduri în timpul de 49,2 s
- 1962 14 septembrie – Salvatore Morale, Italia, aleargă 400 m garduri în timpul de 49,2 s
- 1964 13 septembrie – Warren Cawley, SUA, aleargă 400 m garduri în timpul de 49,1 s
- 1968 11 septembrie – Geoffrey Vanderstock, SUA, aleargă 400 m garduri în timpul de 48,6 s
- 1968 15 octombrie – David Hemery, Marea Britanie, aleargă 400 m garduri în timpul de 48,12 s

## 3000 m obstacole
- 1954 28 august – Sandor Rozsnyoi, Ungaria, aleargă 3000 m obstacole în timpul de 08:49,6 min
- 1955 1 iulie – Pentti Karvonen, Finlanda, aleargă 3000 m obstacole în timpul de 08:47,8 min
- 1955 15 iulie – Pentti Karvonen, Finlanda, aleargă 3000 m obstacole în timpul de 08:45,4 min
- 1955 18 august – Vasili Vlasenko, URSS, aleargă 3000 m obstacole în timpul de 08:45,4 min
- 1955 31 august – Jerzy Chromik, Polonia, aleargă 3000 m obstacole în timpul de 08:41,2 min
- 1955 11 septembrie – Jerzy Chromik, Polonia, aleargă 3000 m obstacole în timpul de 08:40,2 min
- 1956 14 august – Semjon Rschischtschin, URSS, aleargă 3000 m obstacole în timpul de 08:39,8 min
- 1956 16 septembrie – Sandor Rozsnyoi, Ungaria, aleargă 3000 m obstacole în timpul de 08:35,6 min
- 1958 21 iulie – Semjon Rschischtschin, URSS, aleargă 3000 m obstacole în timpul de 08:35,6 min
- 1958 2 august – Jerzy Chromik, Polonia, aleargă 3000 m obstacole în timpul de 08:32,0 min
- 1960 26 iunie – Zdzislaw Krzyszkowiak, Polonia, aleargă 3000 m obstacole în timpul de 08:31,4 min
- 1961 28 mai – Grigori Taran, URSS, aleargă 3000 m obstacole în timpul de 08:31,2 min
- 1961 10 august – Zdzislaw Krzyszkowiak, Polonia, aleargă 3000 m obstacole în timpul de 08:30,4 min
- 1963 7 septembrie – Gaston Roelants, Belgia, aleargă 3000 m obstacole în timpul de 08:29,6 min
- 1965 7 august – Gaston Roelants, Belgia, aleargă 3000 m obstacole în timpul de 08:26,4 min
- 1968 17 iulie – Jouko Kuha, Finlanda, aleargă 3000 m obstacole în timpul de 08:24,2 min
- 1969 19 august – Vladimir Dudin, URSS, aleargă 3000 m obstacole în timpul de 08:22,2 min
- 1970 4 iulie – Kerry O'Brien, Australia, aleargă 3000 m obstacole în timpul de 08:22,0 min

## Săritură înălțime
- 1912 18 mai – George Horine, SUA, sare la înălțime 2,00 m
- 1914 2 mai – Edward Beeson, SUA, sare la înălțime 2,01 m
- 1924 27 mai – Harold Osborn, SUA, sare la înălțime 2,03 m
- 1933 13 mai – Walter Marty, SUA, sare la înălțime 2,04 m
- 1934 28 aprilie – Walter Marty, SUA, sare la înălțime 2,06 m
- 1936 12 iulie – Cornelius Johnson, SUA, sare la înălțime 2,07 m
- 1936 12 iulie – David Albritton, SUA, sare la înălțime 2,07 m
- 1937 12 august – Melvin Walker, SUA, sare la înălțime 2,09 m
- 1941 17 iunie – Lester Steers, SUA, sare la înălțime 2,11 m
- 1953 27 iunie – Walter Davis, SUA, sare la înălțime 2,12 m
- 1956 29 iunie – Charles Dumas, SUA, sare la înălțime 2,15 m
- 1957 13 iulie – Juri Stepanow, URSS, sare la înălțime 2,16 m
- 1960 30 aprilie – John Thomas, SUA, sare la înălțime 2,17 m
- 1960 21 mai – John Thomas, SUA, sare la înălțime 2,17 m
- 1960 24 iunie – John Thomas, SUA, sare la înălțime 2,18 m
- 1960 1 iulie – John Thomas, SUA, sare la înălțime 2,22 m
- 1961 18 iunie – Valeriy Brumel, URSS, sare la înălțime 2,23 m
- 1961 16 iulie – Valeriy Brumel, URSS, sare la înălțime 2,24 m
- 1961 31 august – Valeriy Brumel, URSS, sare la înălțime 2,25 m
- 1962 22 iulie – Valeriy Brumel, URSS, sare la înălțime 2,26 m
- 1962 29 septembrie – Valeriy Brumel, URSS, sare la înălțime 2,27 m
- 1963 21 iulie – Valeriy Brumel, URSS, sare la înălțime 2,28 m
- 1970 8 noiembrie – Ni Chih-Chin, China, sare la înălțime 2,29 m (nerecunoscut oficial)

## Săritură cu prăjina
- 1912 8 iunie – Marc Wright, SUA, sare cu prăjina 4,02 m
- 1920 20 august – Frank Foss, SUA, sare cu prăjina 4,09 m
- 1922 3 septembrie – Charles Hoff, Norvegia, sare cu prăjina 4,12 m
- 1923 22 iulie – Charles Hoff, Norvegia, sare cu prăjina 4,21 m
- 1923 13 august – Charles Hoff, Norvegia, sare cu prăjina 4,23 m
- 1925 27 septembrie – Charles Hoff, Norvegia, sare cu prăjina 4,25 m
- 1927 28 mai – Sabin Carr, SUA, sare cu prăjina 4,27 m
- 1928 28 aprilie – Lee Barnes, SUA, sare cu prăjina 4,30 m
- 1931 16 iulie – William Graber, SUA, sare cu prăjina 4,37 m
- 1935 1 iunie – Keith Brown, SUA, sare cu prăjina 4,39 m
- 1936 4 iulie – George Varoff, SUA, sare cu prăjina 4,43 m
- 1937 29 mai – Bill Sefton, SUA, sare cu prăjina 4,54 m
- 1937 29 mai – Earle Meadows, SUA, sare cu prăjina 4,54 m
- 1940 29 iunie – Cornelius Warmerdam, SUA, sare cu prăjina 4,60 m
- 1941 6 iunie – Cornelius Warmerdam, SUA, sare cu prăjina 4,72 m
- 1942 23 mai – Cornelius Warmerdam, SUA, sare cu prăjina 4,77 m
- 1957 27 aprilie – Robert Gutowski, SUA, sare cu prăjina 4,78 m
- 1960 2 iulie – Donald Bragg, SUA, sare cu prăjina 4,80 m
- 1961 20 mai – George Davies, SUA, sare cu prăjina 4,83 m
- 1962 31 martie – John Uelses, SUA, sare cu prăjina 4,89 m
- 1962 28 aprilie – David Tork, SUA, sare cu prăjina 4,93 m
- 1962 22 iunie – Pentti Nikula, Finlanda, sare cu prăjina 4,94 m
- 1963 27 aprilie – Brian Sternberg, SUA, sare cu prăjina 5,00 m
- 1963 7 iunie – Brian Sternberg, SUA, sare cu prăjina 5,08 m
- 1963 5 august – John Pennel, SUA, sare cu prăjina 5,13 m
- 1963 24 august – John Pennel, SUA, sare cu prăjina 5,20 m
- 1964 13 iunie – Fred Hansen, SUA, sare cu prăjina 5,23 m
- 1964 25 iulie – Fred Hansen, SUA, sare cu prăjina 5,28 m
- 1966 14 mai – Bob Seagren, SUA, sare cu prăjina 5,32 m
- 1966 23 iulie – John Pennel, SUA, sare cu prăjina 5,34 m
- 1967 10 iunie – Bob Seagren, SUA, sare cu prăjina 5,36 m
- 1967 23 iunie – Paul Wilson, SUA, sare cu prăjina 5,38 m
- 1968 12 septembrie – Bob Seagren, SUA, sare cu prăjina 5,41 m
- 1969 21 iunie – John Pennel, SUA, sare cu prăjina 5,44 m
- 1970 17 iunie – Wolfgang Nordwig, RDG, sare cu prăjina 5,45 m
- 1970 3 septembrie – Wolfgang Nordwig, RDG, sare cu prăjina 5,46 m
- 1970 24 octombrie – Christos Papanikolaou, Grecia, sare cu prăjina 5,49 m

## Săritură lungime
- 1901 5 august – Peter O'Connor, Irlanda, sare în lungime 7,61 m
- 1923 23 iulie – Edward Gourdin, SUA, sare în lungime 7,69 m
- 1924 7 iulie – Robert LeGendre, SUA, sare în lungime 7,76 m
- 1925 13 iunie – William DeHart Hubbard, SUA, sare în lungime 7,89 m
- 1928 7 iulie – Edward Hamm, SUA, sare în lungime 7,90 m
- 1928 9 septembrie – Sylvio Cator, Haiti, sare în lungime 7,93 m
- 1931 27 octombrie – Chuhei Nambu, Japonia, sare în lungime 7,98 m
- 1935 25 mai – Jesse Owens, SUA, sare în lungime 8,13 m
- 1960 12 august – Ralph Boston, SUA, sare în lungime 8,21 m
- 1961 27 mai – Ralph Boston, SUA, sare în lungime 8,24 m
- 1961 16 iulie – Ralph Boston, SUA, sare în lungime 8,28 m
- 1962 10 iunie – Igor Ter-Ovanesjan, URSS, sare în lungime 8,31 m
- 1964 15 august – Ralph Boston, SUA, sare în lungime 8,31 m
- 1964 12 septembrie – Ralph Boston, SUA, sare în lungime 8,34 m
- 1965 29 mai – Ralph Boston, SUA, sare în lungime 8,35 m
- 1967 19 octombrie – Igor Ter-Ovanesjan, URSS, sare în lungime 8,35 m
- 1968 18 octombrie – Bob Beamon, SUA, sare în lungime 8,90 m

## Triplusalt
- 1911 30 mai – Dan Ahearn, SUA, realizează la triplusalt 15,52 m
- 1924 12 iulie – Anthony Winter, SUA, realizează la triplusalt 15,52 m
- 1931 27 octombrie – Mikio Oda, Japonia, realizează la triplusalt 15,58 m
- 1932 4 august – Chuhei Nambu, Japonia, realizează la triplusalt 15,72 m
- 1935 14 decembrie – John Metcalfe, Australia, realizează la triplusalt 15,78 m
- 1936 6 august – Naoto Tajima, Japonia, realizează la triplusalt 16,00 m
- 1950 3 decembrie – Adhemar Ferreira da Silva, Brazilia, realizează la triplusalt 16,00 m
- 1951 30 septembrie – Adhemar Ferreira da Silva, Brazilia, realizează la triplusalt 16,01 m
- 1952 23 iulie – Adhemar Ferreira da Silva, Brazilia, realizează la triplusalt 16,12 m
- 1952 23 iulie – Adhemar Ferreira da Silva, Brazilia, realizează la triplusalt 16,22 m
- 1953 19 iulie – Leonid Schtscherbakow, URSS, realizează la triplusalt 16,23 m
- 1955 16 martie – Adhemar Ferreira da Silva, Brazilia, realizează la triplusalt 16,56 m
- 1958 28 iulie – Oleg Rjachowski, URSS, realizează la triplusalt 16,59 m
- 1959 3 mai – Oleg Fedossejew, URSS, realizează la triplusalt 16,70 m
- 1960 5 august – Jozef Schmidt, Polonia, realizează la triplusalt 17,03 m
- 1968 16 octombrie – Giuseppe Gentile, Italia, realizează la triplusalt 17,10 m
- 1968 17 octombrie – Giuseppe Gentile, Italia, realizează la triplusalt 17,22 m
- 1968 17 octombrie – Viktor Sanejew, URSS, realizează la triplusalt 17,23 m
- 1968 17 octombrie – Nelson Prudencio, Brazilia, realizează la triplusalt 17,27 m
- 1968 17 octombrie – Viktor Sanejew, URSS, realizează la triplusalt 17,39 m

## Aruncare cu greutatea
- 1909 21 august – Ralph Rose, SUA, aruncă greutatea la 15,54 m
- 1928 6 mai – Emil Hirschfeld, Germania, aruncă greutatea la 15,79 m
- 1928 29 iulie – John Kuck, SUA, aruncă greutatea la 15,87 m
- 1928 26 august – Emil Hirschfeld, Germania, aruncă greutatea la 16,04 m
- 1931 4 octombrie – Frantisek Douda, Cehia, aruncă greutatea la 16,04 m
- 1932 29 iunie – Zygmunt Heljasz, Polonia, aruncă greutatea la 16,05 m
- 1932 27 august – Leo Sexton, SUA, aruncă greutatea la 16,16 m
- 1932 24 septembrie – Frantisek Douda, Cehia, aruncă greutatea la 16,20 m
- 1934 21 aprilie – John Lyman, SUA, aruncă greutatea la 16,48 m
- 1934 27 aprilie – Jack Torrance, SUA, aruncă greutatea la 16,80 m
- 1934 30 iunie – Jack Torrance, SUA, aruncă greutatea la 16,89 m
- 1934 5 august – Jack Torrance, SUA, aruncă greutatea la 17,40 m
- 1948 17 aprilie – Charles Fonville, SUA, aruncă greutatea la 17,68 m
- 1949 28 iulie – James Fuchs, SUA, aruncă greutatea la 17,79 m
- 1950 29 aprilie – James Fuchs, SUA, aruncă greutatea la 17,82 m
- 1950 20 august – James Fuchs, SUA, aruncă greutatea la 17,90 m
- 1950 22 august – James Fuchs, SUA, aruncă greutatea la 17,95 m
- 1953 9 mai – Parry O'Brien, SUA, aruncă greutatea la 18,00 m
- 1953 5 iunie – Parry O'Brien, SUA, aruncă greutatea la 18,04 m
- 1954 8 mai – Parry O'Brien, SUA, aruncă greutatea la 18,42 m
- 1954 21 mai – Parry O'Brien, SUA, aruncă greutatea la 18,43 m
- 1954 11 iunie – Parry O'Brien, SUA, aruncă greutatea la 18,54 m
- 1956 5 mai – Parry O'Brien, SUA, aruncă greutatea la 18,62 m
- 1956 15 iunie – Parry O'Brien, SUA, aruncă greutatea la 18,69 m
- 1956 3 septembrie – Parry O'Brien, SUA, aruncă greutatea la 19,06 m
- 1956 1 noiembrie – Parry O'Brien, SUA, aruncă greutatea la 19,25 m
- 1959 28 martie – Dallas Long, SUA, aruncă greutatea la 19,25 m
- 1959 1 august – Parry O'Brien, SUA, aruncă greutatea la 19,30 m
- 1960 5 martie – Dallas Long, SUA, aruncă greutatea la 19,38 m
- 1960 19 martie – Bill Nieder, SUA, aruncă greutatea la 19,45 m
- 1960 26 martie – Dallas Long, SUA, aruncă greutatea la 19,67 m
- 1960 2 aprilie – Bill Nieder, SUA, aruncă greutatea la 19,99 m
- 1960 12 august – Bill Nieder, SUA, aruncă greutatea la 20,06 m
- 1962 18 mai – Dallas Long, SUA, aruncă greutatea la 20,08 m
- 1964 4 aprilie – Dallas Long, SUA, aruncă greutatea la 20,10 m
- 1964 29 mai – Dallas Long, SUA, aruncă greutatea la 20,20 m
- 1964 25 iulie – Dallas Long, SUA, aruncă greutatea la 20,68 m
- 1965 8 mai – Randy Matson, SUA, aruncă greutatea la 21,52 m
- 1967 22 aprilie – Randy Matson, SUA, aruncă greutatea la 21,78 m

## Aruncare cu discul
- 1912 26 mai – James Duncan, SUA, aruncă discul 47,58 m
- 1924 14 septembrie – Thomas Lieb, SUA, aruncă discul 47,61 m
- 1925 2 mai – Glenn Hartranft, SUA, aruncă discul 47,89 m
- 1926 3 aprilie – Bud Houser, SUA, aruncă discul 48,20 m
- 1929 9 martie – Eric Krenz, SUA, aruncă discul 49,90 m
- 1930 17 mai – Eric Krenz, SUA, aruncă discul 51,03 m
- 1930 23 august – Paul Jessup, SUA aruncă discul 51,73 m
- 1934 25 august – Harald Andersson, Suedia, aruncă discul 52,42 m
- 1935 28 aprilie – Willy Schröder, Germania, aruncă discul 53,10 m
- 1935 24 mai – Gordon Dunn, Germania, aruncă discul 53,90 m
- 1941 20 iunie – Archibald Harris, SUA, aruncă discul 53,26 m
- 1941 26 octombrie – Adolfo Consolini, Italia, aruncă discul 53,34 m
- 1946 14 aprilie – Adolfo Consolini, Italia, aruncă discul 54,23 m
- 1946 8 iunie – Robert Fitch, SUA, aruncă discul 54,93 m
- 1948 10 octombrie – Adolfo Consolini, Italia, aruncă discul 55,33 m
- 1949 9 iulie – Fortune Gordien, SUA, aruncă discul 56,46 m
- 1949 14 august – Fortune Gordien, SUA, aruncă discul 56,97 m
- 1953 20 iunie – Sam Iness, SUA, aruncă discul 57,93 m
- 1953 11 iulie – Fortune Gordien, SUA, aruncă discul 58,10 m
- 1953 22 august – Fortune Gordien, SUA, aruncă discul 59,28 m
- 1959 14 iunie – Edmund Piatkowski, Polonia, aruncă discul 59,91 m
- 1960 12 august – Richard Babka, SUA, aruncă discul 59,91 m
- 1961 11 august – Jay Silvester, SUA, aruncă discul 60,56 m
- 1961 20 august – Jay Silvester, SUA, aruncă discul 60,72 m
- 1962 18 mai – Al Oerter, SUA, aruncă discul 61,10 m
- 1962 4 iunie – Wladimir Trusenjew, URSS, aruncă discul 61,64 m
- 1962 1 iulie – Al Oerter, SUA, aruncă discul 62,45 m
- 1963 17 aprilie – Al Oerter, SUA, aruncă discul 62,62 m
- 1964 25 aprilie – Al Oerter, SUA, aruncă discul 62,94 m
- 1964 2 august – Ludvik Danek, Cehia, aruncă discul 64,55 m
- 1965 12 octombrie – Ludvik Danek, Cehia, aruncă discul 65,22 m
- 1968 25 mai – Jay Silvester, SUA, aruncă discul 66,54 m
- 1968 18 septembrie – Jay Silvester, SUA, aruncă discul 68,40 m

## Aruncare cu ciocanul
- 1913 17 august – Patrick Ryan, SUA, aruncă ciocanul 57,77 m
- 1938 27 august – Erwin Blask, Germania, aruncă ciocanul 59,00 m
- 1948 14 iulie – Imre Németh, Ungaria, aruncă ciocanul 59,02 m
- 1949 4 septembrie – Imre Németh, Ungaria, aruncă ciocanul 59,57 m
- 1950 19 mai – Imre Németh, Ungaria, aruncă ciocanul 59,88 m
- 1952 24 iulie – József Csermák, Ungaria, aruncă ciocanul 60,34 m
- 1952 14 septembrie – Sverre Strandli, Norvegia, aruncă ciocanul 61,25 m
- 1953 5 septembrie – Sverre Strandli, Norvegia, aruncă ciocanul 62,36 m
- 1954 29 august – Michail Kriwonosow, URSS, aruncă ciocanul 63,34 m
- 1954 12 decembrie – Stanislaw Njenaschew, URSS, aruncă ciocanul 64,05 m
- 1955 4 august – Michail Kriwonosow, URSS, aruncă ciocanul 64,33 m
- 1955 19 septembrie – Michail Kriwonosow, URSS, aruncă ciocanul 64,52 m
- 1956 25 aprilie – Michail Kriwonosow, URSS, aruncă ciocanul 65,85 m
- 1956 8 iulie – Michail Kriwonosow, URSS, aruncă ciocanul 66,38 m
- 1956 22 octombrie – Michail Kriwonosow, URSS, aruncă ciocanul 67,32 m
- 1956 2 noiembrie – Harold Connolly, SUA, aruncă ciocanul 68,54 m
- 1958 20 iunie – Harold Connolly, SUA, aruncă ciocanul 68,68 m
- 1960 12 august – Harold Connolly, SUA, aruncă ciocanul 70,33 m
- 1962 21 iulie – Harold Connolly, SUA, aruncă ciocanul 70,67 m
- 1965 29 mai – Harold Connolly, SUA, aruncă ciocanul 71,06 m
- 1965 21 iunie – Harold Connolly, SUA, aruncă ciocanul 71,26 m
- 1965 4 septembrie – Gyula Zsivótzky, Ungaria, aruncă ciocanul 73,74 m
- 1968 14 septembrie – Gyula Zsivótzky, Ungaria, aruncă ciocanul 73,76 m
- 1969 15 iunie – Romuald Klim, URSS, aruncă ciocanul 74,52 m
- 1969 20 septembrie – Anatoli Bondartschuk, URSS, aruncă ciocanul 74,68 m
- 1969 12 octombrie – Anatoli Bondartschuk, URSS, aruncă ciocanul 75,48 m

## Aruncare cu sulița
- 1912 29 septembrie – Eric Lemming, Suedia, aruncă sulița 62,32 m
- 1919 25 august – Jonni Myyrä, Finlanda, aruncă sulița 66,10 m
- 1924 12 octombrie – Gunnar Lindstrom, Suedia, aruncă sulița 66,62 m
- 1927 8 octombrie – Eino Penttilä, Finlanda, aruncă sulița 69,88 m
- 1928 15 august – Erik Lundqvist, Suedia, aruncă sulița 71,01 m
- 1930 8 august – Matti Järvinen, Finlanda, aruncă sulița 71,57 m
- 1930 17 august – Matti Järvinen, Finlanda, aruncă sulița 71,70 m
- 1930 31 august – Matti Järvinen, Finlanda, aruncă sulița 71,88 m
- 1930 14 septembrie – Matti Järvinen, Finlanda, aruncă sulița 72,93 m
- 1932 27 iunie – Matti Järvinen, Finlanda, aruncă sulița 74,02 m
- 1933 25 mai – Matti Järvinen, Finlanda, aruncă sulița 74,28 m
- 1933 7 iunie – Matti Järvinen, Finlanda, aruncă sulița 74,61 m
- 1933 15 iunie – Matti Järvinen, Finlanda, aruncă sulița 76,10 m
- 1934 7 septembrie – Matti Järvinen, Finlanda, aruncă sulița 76,66 m
- 1936 18 iunie – Matti Järvinen, Finlanda, aruncă sulița 77,23 m
- 1938 25 august – Yrjo Nikkanen, Finlanda, aruncă sulița 77,87 m
- 1938 16 octombrie – Yrjo Nikkanen, Finlanda, aruncă sulița 78,70 m
- 1953 8 august – Bud Held, SUA, aruncă sulița 80,41 m
- 1955 21 mai – Bud Held, SUA, aruncă sulița 81,75 m
- 1956 24 iunie – Soini Nikkinen, Finlanda, aruncă sulița 83,56 m
- 1956 30 iunie – Janusz Sidlo, Polonia, aruncă sulița 83,66 m
- 1956 26 noiembrie – Egil Danielsen, Norvegia, aruncă sulița 85,71 m
- 1959 5 iunie – Al Cantello, SUA, aruncă sulița 86,04 m
- 1961 1 iunie – Carlo Lievore, Italia, aruncă sulița 86,74 m
- 1964 1 iulie – Terje Pedersen, Norvegia, aruncă sulița 87,12 m
- 1964 2 septembrie – Terje Pedersen, Norvegia, aruncă sulița 91,72 m
- 1968 23 iunie – Janis Lusis, URSS, aruncă sulița 91,98 m
- 1969 18 iunie – Jorma Kinnunen, Finlanda, aruncă sulița 92,70 m

## Decatlon
- 1922 17 septembrie – Aleksander Klumberg-Kolmpere, Estonia, realizează la decatlon 7481,69 puncte
- 1924 12 iulie – Harold Osborn, SUA, realizează la decatlon 7710,775 puncte
- 1926 18 iulie – Paavo Yrjölä, Finlanda, realizează la decatlon 7820,93 puncte
- 1927 17 iulie – Paavo Yrjölä, Finlanda, realizează la decatlon 7995,19 puncte
- 1928 4 august – Paavo Yrjölä, Finlanda, realizează la decatlon 8053,29 puncte
- 1930 20 iulie – Akilles Järvinen, Finlanda, realizează la decatlon 8255,475 puncte
- 1932 6 august – James Bausch, SUA, realizează la decatlon 8462,235 puncte
- 1934 8 iulie – Hans-Heinrich Sievert, Germania, realizează la decatlon 8790,460 puncte (neoficial)
- Inclus (punctele recalculate a lui Sieverts Record: 7824 puncte)
- 1936 8 august – Glenn Morris, SUA, realizează la decatlon 7900 puncte
- 1950 30 iunie – Bob Mathias, SUA, realizează la decatlon 8042 puncte
- Inclus (punctele recalculate a lui Mathias' Record: 7444 puncte)
- 1952 26 iulie – Bob Mathias, SUA, realizează la decatlon 7887 puncte
- 1955 11 iunie – Rafer Johnson, SUA, realizează la decatlon 7985 puncte
- 1958 18 mai – Vasili Kusnețov, URSS, realizează la decatlon 8014 puncte
- 1958 28 iulie – Rafer Johnson, SUA, realizează la decatlon 8302 puncte
- 1959 17 mai – Vasili Kusnețov, URSS, realizează la decatlon 8357 puncte
- 1960 9 iulie – Rafer Johnson, SUA, realizează la decatlon 8683 puncte
- 1963 28. April – Yang Chuan-Kwang, TPE, realizează la decatlon 9121 puncte
- Inclus (punctele recalculate a lui Yangs Record: 8089 puncte)
- 1966 24 iulie – Russ Hodge, SUA, realizează la decatlon 8230 puncte
- 1967 14 mai – Kurt Bendlin, Germania, realizează la decatlon 8319 puncte
- 1969 11 decembrie – Bill Toomey, SUA, realizează la decatlon 8417 puncte